# 布伦口乡
布伦口乡，是中华人民共和国新疆维吾尔自治区克孜勒苏柯尔克孜自治州阿克陶县下辖的一个乡镇级行政单位。公格尔九别峰位于境内。

## 行政区划
布伦口乡下辖以下地区：
苏巴什村、布伦口村、恰克尔艾格勒村、盖孜村和托喀依村。